# Carretera de Ribes
La carretera de Ribes es una vía pública de la ciudad de Barcelona, España.
Fue una de las principales vías de comunicación de la ciudad desde la época romana. Esta carretera unía la ciudad de Barcelona con la llanura de Vich y los Pirineos. En la actualidad la carretera de Ribes es en su trazado la actual C17 y, en algunos tramos de la ciudad es la calle de Ribes. La carretera de Ribes empezaba en el portal de Santa Clara, seguía por medio de los campos hasta llegar al Clot, continuaba hacia Sant Andreu y, cuando llegaba al cerro de la Trinidad, lugar al cual también se le denominaba la "quinta forca", cruzaba la sierra de Collserola, por el paso de Finestrelles, y después iba hasta torre Baró, y de allí entraba en Moncada y Reixach.
- Datos: Q5753611